# 銭弘俶
銭 弘俶（せん こうしゅく）は、十国呉越の第5代（最後）の王。文穆王銭元瓘の九男。
北宋の宣祖趙弘殷の避諱により、「弘」の字が略されている文献もある。

## 略歴

### 誕生から即位まで
宝正4年（929年）8月24日、文穆王銭元瓘の九男として杭州功臣堂に生まれる。兄は3代王銭弘佐・4代王銭弘倧。母は呉漢月。
天福4年（939年）12月、内牙諸軍指揮使・検校司空となり、兄の銭弘佐の代には検校太尉を務めた。
天福12年（947年）3月、台州刺史として台州に赴任する。この際、現地の法眼宗の僧の天台徳韶に面会した際、早く杭州に戻った方がよいと勧められ、10月に杭州に戻る。
同年12月、急激な軍部の改革を恐れた宿将の胡進思により銭弘倧が廃位に追い込まれ、異母弟である銭弘俶が呉越王に擁立された。

### 即位から帰順まで
乾祐元年（948年）正月、天龍堂で即位し、弟の銭弘億を丞相に任じた。3月には、兄の銭弘倧の暗殺を進言した胡進思の進言を泣いて拒否、胡進思は薛温に王命と詐って銭弘倧の暗殺を命じたが拒否され、憂悶のうちに死去した。
乾祐3年（950年）2月、南唐の陳誨が福州に攻めて来たので、策略でもってこれを敗退させた。
広順2年（952年）6月、母太后呉氏が薨去。9月、禁酒令を出した。
顕徳3年（956年）正月、後周の南唐攻めに要請により丞相の呉程を参加させるがも、敗退する。この年、敗戦による人手不足のため、民から徴兵を試みたが、弟の銭弘億に諫められて止めた。
顕徳5年（958年）2月、後周の南唐攻めに参加し、南唐が後周に帰順する。4月、杭州で大火事。
建隆元年（960年）、後周の世宗（柴栄）が急死し、陳橋の変により趙匡胤が即位し北宋成立。9月、クーデターを計画していた母方の叔父の呉延福らを流罪にする（処刑を勧められたが泣いて止めさせた）。
乾徳2年（964年）11月、宋の後蜀攻めに王妃孫太真の弟の孫承祐を派遣して参加させた。以降、王世子の銭惟濬を度々代理として開封に派遣した。
開宝3年（970年）9月、宋から南漢の富州攻めに参加を命じられたが、距離が遠いという理由で免れた。
開宝7年（974年）10月、宋の南唐攻めに自ら出征し常州を攻め、翌年4月に降伏させる。
開宝9年（976年）正月、南唐降伏の祝賀のため、自ら開封に海路で参内、4月に帰国する。10月、趙匡胤が急死し、弟の趙光義が即位（太宗）。11月に王妃孫太真が薨去した。
太平興国3年（978年）3月、再び開封入りし、5月に臣下と図って、13州・1軍・86県の呉越領を献じた。宋からは淮海国王に封じられた。
雍熙元年（984年）12月、漢南国王に改封された。
雍熙4年（987年）2月3日、武勝軍節度使を拝命され、南陽国王となった。2月21日、許王に改封されている。
端拱元年（988年）2月、鄧王に封じられ、鄧州に住んだ。同年8月24日に還暦を迎え、その祝宴の席上で倒れ、薨去した。

## 施策
基本的には国内の農業・製塩業・商業を振興させ、東シナ海を舞台とした国際海上貿易を行って富を蓄えている。
蓄えた富を元に五代の各王朝に朝貢して冊封を受けて安全を買うも、北宋が南唐を下したことにより、残りが自国と北漢となってしまい、早めの納土を決断した。

### 仏教との関わり
もともと銭一族は仏教への信仰が厚かったが、弘俶は天台徳韶を国師に招いて菩薩戒を受けたり、永明延寿を永明寺に招聘したり、阿育王塔（通称：銭弘俶塔）を作らせて各地に奉納したり、空律寺・霊芝寺・霊隠寺・千光王寺などを創建したり、大陸で散逸した天台経典を求めるため、高麗と日本に依頼したり、子どもを僧侶にするなど、仏教振興に努めた。

## 子孫
銭一族は兄弟が多く、自身の兄弟を内政・軍部・地方の高官に着けるほか、子や従兄弟、甥も高官に任じ、一族で呉越国を統治した。
宋に帰順後は、一族は宋の官僚として活躍した。
父：銭元瓘
母：恭懿夫人呉氏（呉漢月）
妻
- 賢徳順穆夫人孫氏（孫太真）
- 楚国夫人兪氏
- 黄氏

子
- 銭惟濬 - 王世子、北宋侍中・蕭国公
  - 銭守吉 - 北宋西京作坊使
  - 銭守譲 - 北宋東染院使
- 銭惟渲 - 北宋濰州団練使
- 銭惟灝 - 北宋昭州刺史
- 銭惟溍 - 北宋奨州刺史
- 銭惟漼 - 僧として出家、法名は淨照
- 銭惟演
- 銭惟済 - 北宋検校司空

養子
- 銭惟治 - 銭弘倧の長子、呉越検校太尉
  - 銭丕 - 北宋光禄少卿

甥
- 銭昱 - 銭弘佐の長子、呉越台州刺史

異母兄弟
- 銭弘偡 - 銭元瓘の第8子、呉越検校司空
- 銭弘億 - 銭元瓘の第10子、呉越丞相
- 銭弘儀 - 銭元瓘の第11子、北宋金州観察使
- 銭弘偓 - 銭元瓘の第12子、呉越衢州刺史
  - 銭昭度
- 銭弘仰 - 銭元瓘の第13子、呉越台州刺史
  - 銭昭序 - 北宋知通利軍
- 銭弘儼（銭弘信）- 銭元瓘の第14子、北宋随州観察使

## 伝記資料
- 『呉越備史』巻4 大元帥呉越国王
- 『十国春秋』巻81～82 呉越5～6 忠懿王世家上・下
- 『旧五代史』巻133 世襲列伝2
- 『新五代史』巻67 呉越世家7
- 『宋史』巻480 世家3 呉越銭氏
- 銭弘儼『忠懿王勲業志』3巻